# Kyōta Mochii
Kyōta Mochii (japanisch 持井 響太 Mochii Kyōta; * 20. Januar 1999 in der Präfektur Hyōgo) ist ein japanischer Fußballspieler.

## Karriere
Kyōta Mochii erlernte das Fußballspielen in der Schulmannschaft der Takigawa Daini High School sowie in der Universitätsmannschaft der Meiji-Universität. Von September 2020 bis Saisonende wurde er von der Universität an Tokyo Verdy ausgeliehen. Der Verein aus der Präfektur Tokio spielte in der zweiten japanischen Liga, der J2 League. Nach Ende der Ausleihe wurde er von Verdy am 1. Februar 2021 fest unter Vertrag genommen. Sein Zweitligadebüt gab Kyōta Mochii am 17. April 2021 im Auswärtsspiel gegen den FC Ryūkyū. Hier stand er in der Startelf und wurde in der 85. Minute gegen Yūan Matsuhashi ausgewechselt. 2021 absolvierte er für Verdy zwölf Zweitligaspiele. Im Februar 2022 wechselte er auf Leihbasis zum Drittligisten SC Sagamihara. Für den Verein aus Sagamihara bestritt er 13 Drittligaspiele. Direkt im Anschluss wurde er die Saison 2023 an den ebenfalls in der dritten Liga spielenden Azul Claro Numazu ausgeliehen. Hier bestritt er 36 Ligaspiele. Nach der Ausleihe wurde er von Azul im Februar 2024 fest unter Vertrag genommen. Nach einer Spielzeit, in der er 37 Ligaspiele bestritt, wechselte er im Januar 2025 zum Zweitligaaufsteiger FC Imabari.